# Ommat
Ommat (en latin : Om(m)atius) est le douzième évêque de Tours, au VIe siècle. 

## Biographie
Selon Grégoire de Tours, Ommat était un « citoyen d'Auvergne, de race sénatoriale, et très riche en terres ». Après avoir été sacré évêque en 522, il construisit dans les murs de la ville de Tours une église consacrée par les reliques de saint Gervais et saint Protais. Il commença à élever la basilique de Sainte-Marie dans les murs de la ville, mais ne put l'achever.
Ommat siégea quatre ans et cinq mois. Il mourut en 526 et fut enseveli dans la basilique de Saint-Martin. Dans son testament, il laissa ses propriétés aux églises des villes où elles étaient situées.
Il eut pour successeur Léon.

### Source primaire
- Grégoire de Tours, Histoire des Francs, Livre X